# Sedliště (district de Jičín)
Pour les articles homonymes, voir Sedliště.
Sedliště (en allemand : Sedlischt) est une commune du district de Jičín, dans la région de Hradec Králové, en République tchèque. Sa population s'élevait à 101 habitants en 2022.

## Géographie
Sedliště se trouve à 12 km à l'ouest-sud-ouest de Jičín, à 48 km à l'ouest-nord-ouest de Hradec Králové et à 66 km au nord-est de Prague.
La commune est limitée par Markvartice au nord, par Bystřice à l'est, par Staré Hrady au sud, et par Zelenecká Lhota à l'ouest.

## Histoire
La première mention écrite de la localité date de 1340.

## Transports
Par la route, Sedliště se trouve à 2,2 km de Libáň, à 14 km de Jičín, à 60 km de Hradec Králové et à 84 km de Prague. 